# Berenice Sira
Berenice Sira (Alejandría c. 280, Antioquía 246 a. C.) fue una princesa de Egipto y reina consorte de la antigua Siria, esposa de Antíoco II Teos. Era hija de Ptolomeo II Filadelfo y de su primera esposa, la princesa tracia Arsínoe I.

## Matrimonio
Como parte de un tratado de paz entre ptolomeos y seléucidas firmado en el año 249 a. C. para acabar con la Segunda Guerra Siria, en el 261 a. C. contrajo matrimonio con el monarca seléucida Antíoco II Teos, que, según las condiciones del acuerdo, se divorció de su esposa Laodice I y transfirió los derechos sucesorios a los hijos de Berenice a cambio de la posesión de Siria meridional. Por ello recibió el sobrenombre de Portadora de la dote. Ptolomeo acompañó personalmente a su hija a Pelusio, y Apolonio, ministro de Antioco, la llevó hasta Sidón donde fue recibida por el rey de Siria.

## Guerra sucesoria
Cuando murió Ptolomeo en 246 a. C. Antíoco II volvió de nuevo con su primera esposa, Laodice. El rey sirio murió poco después en Éfeso, se sospecha que envenenado. Laodice y sus partidarios alegaron que había desheredado al hijo de Berenice y nombrado sucesor a Antíoco II, según algunos testigos el testamento era verdadero, aunque firmado en estado de embriaguez. La reina Berenice, que se encontraba en Antioquía, decidió defender los derechos de su hijo (también llamado Seleuco) y declaró la guerra contra Laodice conquistando Soloia (Cilicia) con su ejército, pidiendo ayuda a su hermano Ptolomeo III Evergetes, sin embargo, ambos fueron envenenados por los partidarios de Laodice Gennaios e Ikadion, que se aseguraba así de que los derechos dinásticos volviesen a sus descendientes. Ptolomeo III decidió vengar el asesinato de su hermana invadiendo Siria, dando muerte a Laodice y ocupando el territorio entre el 246 y el 244 a. C., en la llamada Tercera Guerra Siria.